# Sulliman Mazadou
Sulliman Johan Mazadou (* 11. April 1985 in Marignane, Frankreich) ist ein nigrisch-französischer ehemaliger Fußballspieler.

## Vereinskarriere
Der 180 Zentimeter große Abwehr- und Mittelfeldspieler Mazadou trug ab 2003 das Trikot des Sechstligisten GS Consolat aus Marseille. 2005 wechselte er zum früher einst erstklassigen Sechstligarivalen AS Aix, von wo aus ihm 2007 der Sprung in die vierthöchste Spielklasse zur US Marignane gelang. Bei Marignane war er in der Regel als Teil der ersten Elf gesetzt und blieb dem Verein langfristig treu, wobei er sich mit der Mannschaft meist im Tabellenmittelfeld wiederfand. Im Sommer 2013 kehrte er zu seinem mittlerweile ebenfalls in der vierten Liga antretenden Ex-Klub Consolat Marseille zurück. Mit Consolat erreichte er 2014 den Aufstieg in die dritthöchste Spielklasse, wenngleich er nur selten zum Einsatz gekommen war. Sein Vertrag wurde in diesem Jahr nicht verlängert, woraufhin er vorerst vereinslos blieb. Drei Jahre spielte er noch für Burel FC Marseille, dann beendete er seine Laufbahn.

## Nationalmannschaft
Obwohl er bis dahin als Vereinsspieler ausschließlich im Amateurbereich zum Einsatz gekommen war, wurde Mazadou mit 26 Jahren in die nigrische Nationalelf berufen und kam am 8. Oktober 2011 bei einer 0:3-Niederlage gegen Ägypten zu seinem Debüt für diese. Einige Monate darauf gehörte er dem Aufgebot Nigers zur Afrikameisterschaft 2012 an. Beim ersten Turnierspiel gegen den Gabun (0:2) stand er in der Startelf, musste aber nach 57 Minuten verletzungsbedingt ausgewechselt werden. Im weiteren Turnierverlauf wurde er nicht mehr eingesetzt. Am 26. Mai 2012 bestritt er bei einer 0:3-Niederlage gegen Algerien sein viertes und vorerst letztes Länderspiel.